# コンスタンティア (小惑星)
コンスタンティア (315 Constantia) は小惑星帯にある小さな小惑星の一つ。S型小惑星でフローラ族に分類される。
1891年9月4日にウィーンでヨハン・パリサによって発見され、「不変」という意味のラテン語から命名された。